# Mittenothamnium eurystomum
Mittenothamnium eurystomum är en bladmossart som beskrevs av Jules Cardot 1913. Mittenothamnium eurystomum ingår i släktet Mittenothamnium och familjen Hypnaceae. Inga underarter finns listade i Catalogue of Life.